# Svensk Solenergi
Svensk Solenergi en branschförening som med cirka 260 professionella medlemmar representerar såväl den svenska solenergibranschen som flera andra aktörer som verkar inom solenergiområdet.
Föreningens ordförande år 2021 är Anna Kinberg Batra och vd är sedan den 1 oktober 2020 Anna Werner.
Sedan 2004 delar föreningen varje år ut Solenergipriset för årets anläggning och årets prestation. 
Årets anläggning 2022 gick till VillaZero, Fiskahedenvillan (Gruppsol). Årets prestation gick till Agrivoltaic Team, Mälardalens universitet.
Årets anläggning 2021 gick till Hisingen Logistikspark, Castellum (Swede Energy). Årets prestation gick till Värmländska Glava Energy Center.
Årets anläggning 2020 gick till Ramsviks Stugby & Camping (Apptek). Årets prestation 2020 gick till Castellums projekt "100 på sol".
För 2009 gick priset för Årets anläggning till HSB Örnen

och priset för Årets prestation gått till företaget Absolicon Solar Concentrator AB med entreprenören Joakim Byström.